# Torre de la Milícia

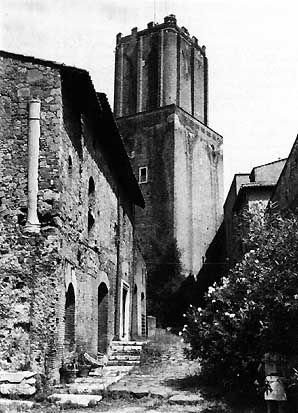
La Torre delle Milizie abans de la demolició del convent de Santa Catarina al Magnanapoli.

La Torre de la Milícia ("Torre delle Milizie" en italià) és una torre antiga fortificada de la ciutat de Roma, Itàlia, situada entre els Mercats de Trajà en els Fòrums Imperials, a l'est, i la Universitat Pontifícia de Sant Tomàs d'Aquino, a l'oest.

## Història
Va guanyar el sobrenom popular de "Torre de Neró" a partir d'una tradició que afirmava que l'emperador Neró va observar el gran incendi de Roma des d'aquella Torre. Aquesta tradició deriva alhora de la descripció clàssica que explicava que havia observat l'incendi des d'una torre dels Jardins de Mecenes, tot i que fonts més fiables el situen fora de la ciutat, concretament a Anzio, en el moment de l'incendi.
La construcció real de la torre data probablement a l'època del Papa Innocenci III (1198-1216). A finals del segle xiii, la torre estava en possessió de la poderosa família Annibaldi, seguit d'en Prefetti di Vico i posteriorment pels Caetani, la família del Papa Bonifaci VIII.
Durant l'època en què va ser propietat de la família Caetani, la torre va ser ampliada i fortificada per rivalitzar amb el Castell de Sant'Angelo com a fortalesa principal de Roma. Quan Enric VII de Luxemburg va arribar a la ciutat per la seva coronació com a emperador del Sacre Imperi (maig-juny 1312), va triar la Torre de la Milícia com a base per als seus seguidors güelfs. Vint anys després, se’ls va cedir la torre als Conti. Durant el temps que van ser propietaris, en Rafael, qui va participar com a conservador i guardià de les antiguitats de la ciutat, va esmentar la torre com un exemple d'edifici reconstruït a partir de peces antigues. La família Conti van ser els propietaris de la torre fins a l'any 1619, quan va ser adquirida per les monges del convent veí (posteriorment demolit) de Santa Catarina a Magnanapoli.
L'any 1911, la torre va ser declarada Monument Nacional Italià.

## Arquitectura
La Torre de la Milícia és un dels principals monuments medievals de la ciutat. Va ser construïda sobre una planta quadrada, els costats de la qual mesuren 10,5 x 9,5 m.
El 1348, un terratrèmol va ensorrar els dos pisos superiors tot provocant una lleugera inclinació de la torre i una reducció de l'estructura a la seva alçària actual de 50 metres. Originàriament formava part d'un conjunt d'edificacions fortificades agrupades al voltant d'un tribunal.